# Lenore Kandel
Pour les articles homonymes, voir Kandel.
Lenore Kandel, née le 14 janvier 1932 à New York et morte le 18 octobre 2009 à San Francisco, est une poétesse américaine appartenant à la Beat Generation et au collectif des Diggers.

## Biographie
Née à New York, Lenore Kandel passe son enfance en Pennsylvanie. Elle vit quelque temps à Los Angeles avec son père, le scénariste Aben Kandel, roumain d'origine, puis retourne à New York, ayant obtenu une bourse d'études de trois ans et demi pour intégrer la New School for Social Research. Après avoir abandonné ses études, elle publie ses premiers recueils de poésie : An Exquisite Navel, A Passing Dragon, et A Passing Dragon Seen Again, dès 1959. En 1960, elle déménage à San Francisco et rencontre Jack Kerouac, qui la dépeindra sous les traits de Romana Swartz dans son roman Big Sur.
En 1964, elle est invitée pour une lecture à l'Université de Californie lors d'une conférence sur la poésie organisée par Charles Olson. 
En 1966, elle créé le scandale avec son petit livre The Love Book, pamphlet constitué de quatre parties, dont To Fuck With Love, poème en trois parties. À la suite d'une plainte pour obscénité, son livre est saisi par la police dans les librairies où il est vendu, principalement City Lights Bookstore et The Psychedelic Book Shop, ce qui apporte à son auteure une certaine célébrité. Lenore Kandel défend son livre en le qualifiant d'« érotisme saint ». En 1967, un jury déclare le livre obscène et « n'ayant aucune valeur sociale » ; il est interdit à la vente, mais la publicité est telle que 20 000 exemplaires sont tout de même vendus. Lenore Kandel reverse ironiquement 1 % des bénéfices à une association œuvrant pour les retraites des policiers. La censure est levée en appel en 1971, les ventes augmentent d'autant plus.
Le 14 janvier 1967, avec Allen Ginsberg, Timothy Leary, Michael McClure et d'autres, elle fait partie des orateurs du festival The Human Be-In. Elle est la seule femme à monter sur scène et lit par défi les poèmes du Love Book. McClure raconte plus tard que, comme c'était son 35e anniversaire, « l'ensemble de la foule de 20 000 ou 30 000 personnes a chanté « Happy Birthday » pour elle ».
Elle participe aux activités des Diggers. En février 1967, elle lit ses poèmes censurés lors du happening The Invisible Circus organisé dans une église. La police interrompt l'évènement où l'on trouve du punch au LSD et où les couples font l'amour en public.
Cette même année, elle publie son seul recueil important, Word Alchemy. 
Elle épouse Billy Sweet Wiliam Fritsch, poète lui aussi, et tous deux rejoignent les Hells Angels. Ils ont un accident de moto en 1970 durant lequel Lenore Kandel est grièvement blessée à la colonne vertébrale. Elle souffre jusqu'à sa mort de violentes douleurs au dos et ne quitte que rarement son appartement de San Francisco, où elle écrit sans jamais être publiée et où elle reçoit ses amis. 
Elle meurt chez elle le 18 octobre 2009, de complications dues à un cancer du poumon, qui lui avait été diagnostiqué quelques semaines plus tôt.
En 2012 paraît le recueil Collected Poems of Leonore Kandel, réunissant 80 de ses poèmes, dont de nombreux inédits.
Lenore Kandel fait partie de l'anthologie Beat attitude: Femmes poètes de la Beat generation, parue en France en 2018. La notice biographique qui lui est consacrée précise : « Sa manière de parler de sexe sans filtre confère à ses poèmes une force inouïe, sans jamais sombrer dans la vulgarité. Sa poésie, même si elle a été oubliée pendant des décennies, est un appel à la liberté sans faille. ».

## Cinéma
Leonore Kandel apparaît dans le film Digger Nowsreal (1968), cousant un patch Hells Angels sur la veste de William Fritsch.
Elle apparaît dans le film de Kenneth Anger Invocation of My Demon Brother (1969), avec William Fritsch, fumant une cigarette de marijuana contenue dans un crâne miniature.
En 2013, dans le film Big Sur, elle est incarnée par Stana Katic.